# Bénigne Breunot
Bénigne Breunot (ou Bruno ou Bruneau), né en 1591 à Dijon et mort assassiné au Louvre le 15 novembre 1666, est un intendant du cabinet et de la bibliothèque de Gaston d'Orléans, puis intendant du Cabinet des médailles et antiques du roi sous Louis XIV. Il est également abbé de Saint-Cyprien de Poitiers.

## Biographie
Baptisé à Dijon le 20 octobre 1591, Bénigne Breunot est le fils de Gabriel Breunot, conseiller au parlement de Bourgogne (qui meurt en 1618), et de Marguerite Robert (qui meurt en 1595).
Il entre au service de Gaston d'Orléans comme maître d'hôtel (1627-1641), puis comme intendant du Cabinet et de la bibliothèque du prince. À la mort de Gaston en 1660, son Cabinet est déménagé de Blois vers le Louvre et rattaché aux collections royales. Breunot continue à gérer la collection, entre au service du roi et devient donc intendant du Cabinet des médailles et antiques du roi (1660-1666).
Entretemps et depuis le 15 août 1651, Breunot était devenu abbé commendataire de Saint-Cyprien de Poitiers.
Il est assassiné au Louvre le 15 novembre 1666, lardé de coups de couteaux par un déséquilibré.
Colbert utilise l'occasion du meurtre pour faire transporter le Cabinet à la Bibliothèque royale, rue Vivienne.